# Aziatische auto in 1970
Dit artikel geeft een overzicht van alle Aziatische personenwagens geproduceerd in 1970 door een belangrijke autoconstructeur. De auto's staan alfabetisch gerangschikt per merk. Hier staan enkel Aziatische merken, ongeacht of ze eigendom zijn van een niet-Aziatisch concern. Ook gaat het om constructeurs die algemeen bekend zijn met auto's die algemeen voor het publiek verkrijgbaar zijn. 
| Daihatsu |                  | concern:       | Toyota Japan |
| Daihatsu | divisie:         |                |              |
| Daihatsu | merk:            | Daihatsu Japan |              |
| Daihatsu | model:           | Fellow Max     |              |
| Daihatsu | einde productie: | 1976           |              |
| Daihatsu | productieaantal: | ?              |              |

| Honda |                  | concern:    | Onafhankelijk |
| Honda | divisie:         |             |               |
| Honda | merk:            | Honda Japan |               |
| Honda | model:           | 1300 coupe  |               |
| Honda | einde productie: | 1975        |               |
| Honda | productieaantal: | ?           |               |

| Honda |                  | concern:    | Onafhankelijk |
| Honda | divisie:         |             |               |
| Honda | merk:            | Honda Japan |               |
| Honda | model:           | Z           |               |
| Honda | einde productie: | 1975        |               |
| Honda | productieaantal: | ?           |               |

| Mazda |                  | concern:          | Onafhankelijk |
| Mazda | divisie:         |                   |               |
| Mazda | merk:            | Mazda Japan       |               |
| Mazda | model:           | 616 Capella/coupe |               |
| Mazda | einde productie: | 1979              |               |
| Mazda | productieaantal: | ?                 |               |

| Mazda |                  | concern:     | Onafhankelijk |
| Mazda | divisie:         |              |               |
| Mazda | merk:            | Mazda Japan  |               |
| Mazda | model:           | RX-2 coupe/- |               |
| Mazda | einde productie: | 1979         |               |
| Mazda | productieaantal: | ?            |               |

| Nissan |                  | concern:             | Onafhankelijk |
| Nissan | divisie:         |                      |               |
| Nissan | merk:            | Nissan Japan         |               |
| Nissan | model:           | Sunny 1400/1200 B110 |               |
| Nissan | einde productie: | 1973                 |               |
| Nissan | productieaantal: | ?                    |               |

| Nissan |                  | concern:           | Onafhankelijk |
| Nissan | divisie:         |                    |               |
| Nissan | merk:            | Nissan Japan       |               |
| Nissan | model:           | Cherry 100 A STW/- |               |
| Nissan | einde productie: | 1975/1976          |               |
| Nissan | productieaantal: | ?                  |               |

| Rom Carmel |                  | concern:          | Onafhankelijk |
| Rom Carmel | divisie:         |                   |               |
| Rom Carmel | merk:            | Rom Carmel Israël |               |
| Rom Carmel | model:           | 1300 sedan        |               |
| Rom Carmel | einde productie: | 1976              |               |
| Rom Carmel | productieaantal: | ?                 |               |

| Subaru |                  | concern:     | Onafhankelijk |
| Subaru | divisie:         |              |               |
| Subaru | merk:            | Subaru Japan |               |
| Subaru | model:           | R-2          |               |
| Subaru | einde productie: | 1973         |               |
| Subaru | productieaantal: | ?            |               |

| Suzuki |                  | concern:     | Onafhankelijk |
| Suzuki | divisie:         |              |               |
| Suzuki | merk:            | Suzuki Japan |               |
| Suzuki | model:           | LJ 10        |               |
| Suzuki | einde productie: | 1972         |               |
| Suzuki | productieaantal: | ?            |               |

| Suzuki |                  | concern:     | Onafhankelijk |
| Suzuki | divisie:         |              |               |
| Suzuki | merk:            | Suzuki Japan |               |
| Suzuki | model:           | Fronte       |               |
| Suzuki | einde productie: | 1977         |               |
| Suzuki | productieaantal: | ?            |               |